# 홍광초등학교
홍광초등학교는 대한민국 충청북도 제천시에 있는 공립 초등학교이다.

## 학교 연혁
- 1944년 4월 1일: 장락공립국민학교 인가 개교
- 1946년 9월 1일: 홍광공립국민학교 개칭
- 1950년 3월 25일: 제1회 졸업식 (총 45명)
- 1996년 3월 1일: 홍광초등학교로 개칭
- 1999년 6월 16일: 체육관 준공(큰빛관)
- 2002년 12월 28일: 별관 9개 증축
- 2007년 4월 1일: 홍광유치원 개교 분리
- 2008년 10월 18일: 급식실(식사예절실) 준공
- 2020년 8월 6일: 교내 상담실 wee-class 신설
- 2020년 11월 30일: 학교 숲 조성
- 2021년 3월 1일: 교육실습협력학교 지정 (보건,영양)
- 2021년 11월 11일: 다목적실 (꿈빛관) 준공
- 2023년 1월 10일: 제74회 98명 졸업 (총 졸업생 9291명)
- 2023년 3월 1일: 초등29학급 (특수2학급 포함)
- 2023년 3월 1일: 제39대 김성중 교장 부임

## 참고 자료
- 홍광초등학교 - 한국교육학술정보원 학교알리미
- 학교 상징
- 교직원 소개